# You Light Up My Life
You Light Up My Life – amerykański melodramat z 1977 roku.

## Obsada
- Didi Conn - Laurie Robinson
- Joe Silver - Sy Robinson
- Michael Zaslow - Chris Nolan
- Stephen Nathan - Ken Rothenberg
- Melanie Mayron - Annie Gerrard
- Lisa Reeves - Carla Wright
- John D. Gowans - Charley Nelson
- Simmy Bow - Pan Granek
- Bernice Nicholson - Pani Granek

i inni

## Nagrody i nominacje
Oscary za rok 1977
- Najlepsza piosenka - You Light Up My Life - muz. i sł. Joseph Brooks

Złote Globy 1977
- Najlepsza piosenka - You Light Up My Life - muz. i sł. Joseph Brooks